# فرار از زندان (فصل ۲)
فصل دوم مجموعهٔ تلویزیونی فرار از زندان، از تاریخ ۲۱ اوت ۲۰۰۶، دوشنبه‌ها ساعت ۲۰:۰۰ از شبکه فاکس در ایالات متحده پخش شد. این فصل شامل ۲۲ قسمت است و در ۲ آوریل ۲۰۰۷ به پایان رسید. خالق سریال، پل شیورینگ، فصل دوم را با عنوان «فراری ضربدر هشت» توصیف می‌کند و آن را به «نیمهٔ دوم فرار بزرگ» تشبیه می‌کند.

## داستان
در ابتدا ۶ نفر از فراریان برای به دست آوردن گنجی ۵ میلیون دلاری که در دشتی در یوتا مخفی شده است می‌روند اما در بین راه لینکلن از آنها جداشده و برای نجات پسرش به آریزونا می‌رود در آخر تئودور بگول تمام پول را برمیدارد. ۳ نفر از فراری‌ها می‌میرند و ۱ نفر به پلیس پناه می‌برد و بقیه به پاناما می‌گریزند. همچنین در این فصل مایکل به تلاش برای معامله با رئیس جمهور ایالات متحده می‌پردازد که در عوض اینکه نواری را که اقدامات مخفیانه و ضد انسانی او را فاش نکند ولی رئیس جمهور به دلیل زیر فشار بودن از سوی برخی افراد ناشناس {که بعداً در فصل چهارم با آنان آشنا می‌شویم} تن به این کار نمی‌دهد و ترجیح می‌دهد استعفای خود را اعلام کند سارا هم جهت دفاع از خود به یکی از ماموران شلیک می کند ولی مایکل جرم او را به گردن می گیرد و مایکل اسکافیلد،برد بلیک،الکساندر ماهون و تئودور بگول همگی به زندانی در پاناما به نام سونا می روند.

## قسمت‌ها
| شم. کلی | شم. در فصل | عنوان           | کارگردان          | نویسنده                  | تاریخ انتشار اصلی | کد تولید | آمریکا تعداد بیننده (میلیون) |
| ------- | ---------- | --------------- | ----------------- | ------------------------ | ----------------- | -------- | ---------------------------- |
| ۲۳      | ۱          | «شکار تبهکار»   | کوین هوکس         | پل شیورینگ               | ۲۱ اوت ۲۰۰۶       | 2AKJ01   | ۹٫۳۷                         |
| ۲۴      | ۲          | «اوتیس»         | بابی راث          | مت اولمستد               | ۲۸ اوت ۲۰۰۶       | 2AKJ02   | ۹٫۴۴                         |
| ۲۵      | ۳          | «اسکن»          | برایان اسپیسر     | زاک استرین               | ۴ سپتامبر ۲۰۰۶    | 2AKJ03   | ۹٫۲۹                         |
| ۲۶      | ۴          | «اول ساقط»      | بابی راث          | نیک سانتورا              | ۱۱ سپتامبر ۲۰۰۶   | 2AKJ04   | ۸٫۹۶                         |
| ۲۷      | ۵          | «نقشه ۱۲۱۳»     | پیتر اوفالون      | کارین یوشر               | ۱۸ سپتامبر ۲۰۰۶   | 2AKJ05   | ۹٫۵۵                         |
| ۲۸      | ۶          | «زیربخش»        | اریک لانوویل      | مونیکا ماکر              | ۲۵ سپتامبر ۲۰۰۶   | 2AKJ06   | ۸٫۴۱                         |
| ۲۹      | ۷          | «مدفون»         | سرخیو میمیکا-گزان | ست هافمن                 | ۲ اکتبر ۲۰۰۶      | 2AKJ07   | ۸٫۹۹                         |
| ۳۰      | ۸          | «تله‌ی افتان»    | وینسنت میسیانو    | زاک استرین               | ۲۳ اکتبر ۲۰۰۶     | 2AKJ08   | ۸٫۵۳                         |
| ۳۱      | ۹          | «کشف شده»       | کوین هوکس         | نیک سانتورا              | ۳۰ اکتبر ۲۰۰۶     | 2AKJ09   | ۸٫۹۴                         |
| ۳۲      | ۱۰         | «محل قرار»      | دوایت اچ لیتل     | کارین یوشر               | ۶ نوامبر ۲۰۰۶     | 2AKJ10   | ۸٫۶۳                         |
| ۳۳      | ۱۱         | «بولشای بوز»    | گرگ یایتانز       | مونیکا ماکر و ست هافمن   | ۱۳ نوامبر ۲۰۰۶    | 2AKJ11   | ۹٫۲۱                         |
| ۳۴      | ۱۳         | «قطع ارتباط»    | کارن گاویولا      | نیک سانتورا و کارین یوشر | ۲۰ نوامبر ۲۰۰۶    | 2AKJ12   | ۹٫۶۲                         |
| ۳۵      | ۱۳         | «جعبه قتل»      | بابی راث          | زاک استرین               | ۲۷ نوامبر ۲۰۰۶    | 2AKJ13   | ۹٫۶۲                         |
| ۳۶      | ۱۴         | «جان دو»        | کوین هوکس         | مت اولمستد و نیک سانتورا | ۲۲ ژانویه ۲۰۰۷    | 2AKJ14   | ۹٫۸۶                         |
| ۳۷      | ۱۵         | «پیام»          | بابی راث          | زاک استرین و کارین یوشر  | ۲۹ ژانویه ۲۰۰۷    | 2AKJ15   | ۹٫۹۰                         |
| ۳۸      | ۱۶         | «شیکاگو»        | جسی بوچکو         | مت اولمستد و نیک سانتورا | ۵ فوریه ۲۰۰۷      | 2AKJ16   | ۱۰٫۱۲                        |
| ۳۹      | ۱۷         | «خون بد»        | نلسون مک کورمیک   | پل شیورینگ و کارین یوشر  | ۱۹ فوریه ۲۰۰۷     | 2AKJ17   | ۹٫۵۵                         |
| ۴۰      | ۱۸         | «شستشو»         | بابی راث          | نیک سانتورا              | ۲۶ فوریه ۲۰۰۷     | 2AKJ18   | ۹٫۴۲                         |
| ۴۱      | ۱۹         | «کارولین شیرین» | دوایت اچ لیتل     | کارین یوشر               | ۵ مارس ۲۰۰۷       | 2AKJ19   | ۹٫۷۲                         |
| ۴۲      | ۲۰         | «پاناما»        | وینسنت میسیانو    | زاک استرین               | ۱۹ مارس ۲۰۰۷      | 2AKJ20   | ۸٫۴۰                         |
| ۴۳      | ۲۱         | «انتهای جاده»   | بابی راث          | مت اولمستد و ست هافمن    | ۲۶ مارس ۲۰۰۷      | 2AKJ21   | ۸٫۲۴                         |
| ۴۴      | ۲۲         | «سونا»          | کوین هوکس         | پل شیورینگ               | ۲ آوریل ۲۰۰۷      | 2AKJ22   | ۸٫۱۲                         |

## شخصیت‌ها
- مایکل اسکافیلد: مایکل همان شخصیت اول فیلم که با آن آشنا هستیم برادر لینکلن باروز که به دنبال زندگی راحت در پاناما و گنج پنج میلیون دلاری است.
- لینکلن باروز: برادر مایکل که به کمک مایکل از زندان فاکس ریور فرار کرده است.
- تئودور بگول: زندانی که به دلایل شخصی و بد رفتاری در دوران کودکی یک سری مشکلاتی دارد او نیز در این فرار از زندان فاکس با مایکل همراه بوده است.
- فرناندو سوکره: دوست و هم سلولی مایکل که جزو فراری ها بوده و در کنار مایکل همراه او در ماجراها است و دنبال نامزدش ماری کروز است.
- سارا تانکردی: سارا که با آن از فصل اول آشنا هستیم .
- الکساندر ماهون:مامور FBI که به دنبال فراری های زندان فاکس ریور است.
- ورونیکا داناوان:در قسمت اول این فصل وی که فهمیده ترنس استیدمن زنده است به خانه او می رود و او را تهدید میکند اما چندی بعد ماموران سازمان می آیند و او را میکشند.
- براد بلیک:او از زندان فاکس ریور اخراج می شود ولی خودش با دوستش به دنبال تئودور بگول می رود.